# ۱۸۵۴
۱۸۵۴ (میلادی) هزار و هشتصد و پنجاه و چهارمین سال تقویم میلادی است.

## زادگان
- ۱۶ فوریه – چارلز وبستر لیدبیتر، کشیش بریتانیایی (د. ۱۹۳۴)
- ۲۶ ژوئن – رابرت بوردن، سیاست‌مدار، وکیل، و دیپلمات کانادایی (د. ۱۹۳۷)
- ۲۷ ژوئیه – تاکاهاشی کوره‌کیو، سیاست‌مدار ژاپنی (د. ۱۹۳۶)
- ۱ سپتامبر – انگلبرت هومپردینک، آهنگساز آلمانی (د. ۱۹۲۱)
- ۲۰ اکتبر – آرتور رمبو، شاعر و نویسنده فرانسوی (د. ۱۸۹۱)
- ۵ نوامبر – پل ساباتیه، شیمی‌دان فرانسوی (د. ۱۹۴۱)
- ۲۱ نوامبر – بندیکت پانزدهم، کشیش ایتالیایی (د. ۱۹۲۲)
- ۲۳ دسامبر – ویکتوریانو اوارتا، سیاست‌مدار و دیپلمات مکزیکی (د. ۱۹۱۶)

## درگذشتگان
- ۱۵ آوریل – آرتور آیکین، شیمی‌دان و زمین‌شناس بریتانیایی (ز. ۱۷۷۳)
- ۶ ژوئیه – گئورگ زیمون اهم، فیزیک‌دان و ریاضی‌دان آلمانی
- ۲۱ اوت – توماس کلیتون، سیاست‌مدار و وکیل آمریکایی (ز. ۱۷۷۷)